# Hoa cỏ may
Hoa cỏ may là một bộ phim truyền hình được thực hiện bởi Trung tâm Phim truyền hình Việt Nam, Đài Truyền hình Việt Nam do NSƯT Lưu Trọng Ninh làm biên kịch, đạo diễn. Phần 1 và phần 2 của phim phát sóng lần đầu trong khung giờ Điện ảnh chiều thứ bảy vào năm 2001 trên kênh VTV3, phần 3 của phim phát sóng vào lúc 20h45 thứ 2, 3, 4 hàng tuần bắt đầu từ ngày 11 tháng 10 năm 2017 và kết thúc vào ngày 16 tháng 1 năm 2018 trên kênh VTV1.
Phim gồm 3 phần: "Thời niên thiếu" - 5 tập và "Những ngày bình yên" - 9 tập (phát liền nhau), "Những ngày giông bão" (39 tập).

## Nội dung
Hoa cỏ may theo chân một nhóm bạn trẻ gồm gồm 7 người: Na, Hương, Hùng, Thái, Thủy, Bình, Tiến. Lớn lên trong thời bao cấp, dù ở nhiều miền quê khác nhau nhưng nhóm bạn lại có duyên cùng tụ họp, bảy người bạn thân đã quyết định cùng nhau lập thành nhóm với tên gọi: "Hà Nội tụ nghĩa". Gặp lại nhau sau 10 năm xa cách, mỗi người trong số họ đều tiếp tục cuộc hành trình đi tìm tình yêu và hạnh phúc của chính mình...

## Diễn viên

### Phần 1 và phần 2 (2001)
- Quỳnh Anh trong vai Na (lúc nhỏ)
- Ngọc Trung trong vai Bình (lúc nhỏ)
- Minh Đức trong vai Thái (lúc nhỏ)
- Thương Hà trong vai Thủy (lúc nhỏ)
- Trung Quân trong vai Tiến (lúc nhỏ)
- Tuyết Mai trong vai Hương (lúc nhỏ)
- Ngọc Tú trong vai Hùng (lúc nhỏ)
- Vi Cầm trong vai Na[5]
- Hải Anh trong vai Thái[6]
- Khánh Ly trong vai Thủy[6]
- Danh Sơn trong vai Bình[6]
- Ngọc Quỳnh trong vai Tiến[6]
- Hồ Ngọc Hà trong vai Hương[7]
- Quyết Thắng trong vai Hùng[6]
- Thùy Dương trong vai Hoa
- Việt Thao trong vai Vinh
- NSƯT Hương Dung trong vai Mẹ Vinh và Thái
- NSƯT Trần Nhượng trong vai Bố Thủy
- NSƯT Tố Uyên trong vai Mẹ Thủy
- NSƯT Anh Dũng trong vai Bố Tiến
- Mai Hòa trong vai Mẹ Tiến
- NSƯT Xuân Thức trong vai Bà Tâm
- Minh Phương trong vai Mẹ Na
- Quốc Tuấn trong vai Bố Na
- Ngọc Trâm trong vai Lan;
- Thái An trong vai Mẹ Bình
- Ngọc Thủy trong vai Trang
- Bích Huyền trong vai Trang (lúc nhỏ)
- Mạnh Hùng trong vai Chiến
- Công Dũng trong vai Thắng
- Tuyết Trinh trong vai Nga
- Minh Tiệp trong vai Bạn Tiến

### Phần 3 (2017)
- Mỹ Hạnh trong vai Lan
- Nguyễn Hà trong vai Na
- Thiện Tùng trong vai Tiến
- Tùng Dương trong vai Bố Đan
- NSƯT Tố Uyên trong vai Mẹ Thủy
- NSƯT Hương Dung trong vai Mẹ Thái
- Cường Seven trong vai Dũng[1]
- Hạnh Sino (Nguyễn Mỹ Hạnh) trong vai Đan[1]
- Quyết Thắng trong vai Hùng[1]
- Thân Thanh Giang trong vai Ngậm
- Lương Giang trong vai Giang[8]
- Hoa hậu Vân Anh trong vai Thủy
- Hải Anh trong vai Thái
- Công Dũng  trong vai Thắng
- NSND Trung Anh trong vai Ông Phát (Bố Thắng)
- NSND Trần Nhượng trong vai Bố Thủy

Cùng một số diễn viên khác...

## Nhạc phim
- Hoa cỏ may[9]

Sáng tác: Dương Đức Thụy
Thể hiện: Lê Uyên Nhy
- Ngơ ngác cỏ may[10]

Sáng tác: NSƯT Phùng Tiến Minh
Thể hiện: Hồng Dương (Nhóm nhạc M4U)

## Chuyển thể
Trước thời điểm hai phần đầu của phim lên sóng, NSƯT Lưu Trọng Ninh đã phát hành một cuốn tiểu thuyết cùng tên và sau đó tự tay chuyển thể thành kịch bản phim.